# Fahmi Meddeb
Fahmi Meddeb (ur. 19 czerwca 1996) – tunezyjski zapaśnik walczący w stylu klasycznym. Zdobył brązowy medal na mistrzostwach Afryki w 2017. roku.